# Хигасиура
Хигасиура (яп. 東浦町 Хигасиура-тё:) — посёлок в Японии, находящийся в уезде Тита префектуры Айти. Площадь посёлка составляет 31,11 км², население — 49 893 человека (1 июня 2014), плотность населения — 1603,76 чел./км².

## Географическое положение
Посёлок расположен на острове Хонсю в префектуре Айти региона Тюбу. С ним граничат города Кария, Такахама, Обу, Тита, Токай, Ханда и посёлок Агуи.

## Население
Население посёлка составляет 49 893 человека (1 июня 2014), а плотность — 1603,76 чел./км². Изменение численности населения с 1980 по 2005 годы:
| 1980 | 36 035 чел. |  |
| 1985 | 38 614 чел. |  |
| 1990 | 40 430 чел. |  |
| 1995 | 42 409 чел. |  |
| 2000 | 45 168 чел. |  |
| 2005 | 48 046 чел. |  |

## Символика
Деревом посёлка считается камфорное дерево, цветком — дейция.